# Bussums SG
Bussums SG (BSG), pełna nazwa Bussums Schaakgenootschap – holenderski klub szachowy z siedzibą w Bussum.

## Historia
Klub został założony w 1911 roku przez C.L.C. Dekkera i P. van ′t Veera. W 1923 roku klub zadebiutował w pierwszej lidze. Od 1935 roku wydawano klubowy magazyn. W 1939 roku zespół zdobył wicemistrzostwo Holandii. W latach 1999–2001 zespół uzyskał trzecie miejsce w Meesterklasse. W sezonie 2014/2015 BSG zajął drugie miejsce w Meesterklasse. W 2018 roku klub ponownie był trzeci w mistrzostwach kraju. Ogółem BSG rozegrał około 50 sezonów na najwyższym poziomie rozgrywkowym. Również w 2018 roku klub uczestniczył w Pucharze Europy. Holenderski zespół wygrał wówczas z SA Chania, CE de Bois-Colombes i L’Échiquier Amaytois, zremisował z SG Winterthur, Gambitem Skopje i Nordstrand SK, a także przegrał z SK Team Viking, zajmując w klasyfikacji końcowej trzynaste miejsce. W 2021 roku klub wycofał się z Meesterklaase i podjął rywalizację w drugiej lidze.

## Arcymistrzowie w historii klubu
- Mads Andersen[9]
- Aleksiej Barsow[10]
- Aleksander Bierełowicz[11]
- Matthieu Cornette[12].
- Władimir Czuczełow[10]
- / Igor Glek[13]
- Ruud Janssen[12]
- Rustam Kasimdjanov[14]
- Maxime Lagarde[12]
- Hans Ree[14]
- Dimitri Reinderman[14]
- Dorian Rogozenko[13]
- David Smerdon[15]
- Anton Smirnov[16].
- Ivan Sokolov[17]
- Jurij Sołodowniczenko[17]
- Robin Swinkels[16]
- Justin Tan[16]
- Erik van den Doel[14]
- Robin van Kampen[18]
- Ilia Zaragacki[16]